# Еклогит
Еклогит је крупнозрнаста мафитна метаморфна стена. Важан је из два разлога: први је да настаје на притисцима већим од притисака типичних за Земљину кору, а други је његова неуобичајена густина, због које има врло важну улогу у конвекцији омотача.
Свежи узорци имају веома упадљив изглед, с црвеним до розим гранатом (алмандин - пироп)у зеленој основи која је грађена од натријем богатог пироксена - омфацита. Акцесорни минерали укључују кианит (дистен), рутил, кварц, лавсонит, амфиболе, фенгит, парагонит, цојсит, доломит, корунд, врло ретко, дијамант. Фелдспати нису стабилни у еклогитима (На и Ал прелазе у омфацитну компоненту, а Ца и Ал у гранатну). Глаукофан и титанит настају у еклогитима приликом снижења притиска због ексхумације стене или могу бити раније формирани, а да нису у потпуности изреаговали.

## Постанак
Еклогити настају при високим притисцима (>10 kbar) у широком распону температура. По постанку можемо разликовати три различита типа еклогита:
- А-тип: стабилни у спољашњем омотачу при температурама већим од 1000 °C и притисцима већим од 20 kbar. Налазимо их као ксенолите у алкалијским базалт]има уз перидотите. Гранобластични су, хомогене текстуре.
- Б-тип: стабилни при температурама 600°C - 800°C, притисци 12 kbar - 20 kbar. Налазимо их као сочива, шлире, заједно с амфиболитима у гранито - гнајсним теренима, а могу бити шкриљаве текстуре. Сматра се да настају из различитих протолита за време континенталне колизије. Показују ретроградне реакције и прелазе у амфиболите.
- Ц-тип: стабилни при температурама 400°C - 550 °C  и притисцима 12 kbar - 20 kbar, а асоцирани су с метаморфитима високог притиска у плавим шкриљцима. Имају шкриљаву текстуру, а могу, поред минерала критичне парагенезе, садржати још кварц, кианит (дистен), епидот или цојсит. Сматра се да настају у зонама субдукције.